# Protogrammus sousai
Protogrammus sousai és una espècie de peix de la família dels cal·lionímids i de l'ordre dels perciformes.

## Morfologia
- Els mascles poden assolir 8 cm de longitud total.[4][5]

## Hàbitat
És un peix marí i d'aigües profundes que viu entre 310-320 m de fondària.

## Distribució geogràfica
Es troba a l'Atlàntic oriental: 29° 50′-30°00S, 28°20-40'W.

## Observacions
És inofensiu per als humans.